# مالكوم سفينسون
مالكوم سفينسون هو منافس ألعاب قوى سويدي، ولد في 25 أكتوبر 1885، وتوفي في 19 مارس 1961.

## وصلات خارجية
- مالكوم سفينسون على موقع أوليمبيديا (الإنجليزية)
- مالكوم سفينسون على موقع اللجنة الأولمبية السويدية (السويدية)